# Borsalino
Borsalino er en italiensk hattefabrikant, særligt kendt for sine fedorahatte.
Borsalino er et kendt mærke over hele verden og en lang række kendte mennesker, herunder skuespillere og andre filmfolk, går med hatte fra firmaet.

## Historie
Den første Borsalinofabrik blev grundlagt i Alessandria i Italien i 1857, efter at iværksætteren Giuseppe Borsalino havde været på studietur i Frankrig for at lære om moderne produktionsmetoder. Virksomheden blev hurtigt en succes, og i 1875 indeholdt Borsalinokataloget over tres forskellige modeller.
Giuseppe Borsalino var tidligt ude med at se behovet for velfærdstilbud for arbejderne, og indførte gratis medicinsk hjælp og pensionsopsparing for sine medarbejdere.

Ved Borsalinos død i 1900 havde fabrikken næsten tusind ansatte, og producerede en million hatte om året. Succesen fortsatte under den nye leder, Borsalinos søn Teresio, og i 1913 havde virksomheden 2.500 ansatte og producerede to millioner hatte årligt.
Efter 2. verdenskrig gik hatte af mode, og det gik derfor nedad for Borsalino. Borsalino er alligevel en af verdens mest kendte hatteproducenter, og produkterne eksporteres til hele verden. Sortimentet er også udvidet, sådan at de producerer flere typer hovedbeklædninger også mere "ungdommelige" varianter.
Borsalino flyttede fra sine traditionsrige lokaler i centrum af Alessandria i 1986, og etablerede en ny fabrik i en forstad til byen. Den gamle fabriksbygning blev derefter overtaget af University of Eastern Piedmont Amedeo Avogadro.
I december 2017 blev firmaet erklæret for konkurs. Borsalino havde en positiv indtjening i 2015, men kæmpede med gæld og søgte beskyttelse fra kreditorer i retten. De omkring 130 medarbejdere vil fortsætte med at producere de omkring 150.000 hatte årligt, i hvert fald på kortere basis.

## I populærkultur
Hatte fra Borsalino har været båret af en lang række kendte skuespiller i mange ikoniske film, heriblandt John Belushi i The Blues Brothers (1980), Harrison Ford som Indiana Jones filmene af samme navn, og en gangsterfilm kaldet Borsalino med Alain Delon og Jean-Paul Belmondo fra 1970.

## Kendte brugere
Blandt de mange kendte personer som har bruger hatte fra Borsalino er den amerikanske skuespiller Johnny Depp, den amerikanske sanger Pharrell Williams og den italienske filminstruktør Federico Fellini. Firmaet selv angiver bl.a. Leonardo DiCaprio, Denzel Washington, Justin Timberlake, Kate Moss, Nicole Kidman, Naomi Campbell og John Malkovich som kunder.